# Hilmar Leon Jakobsen
Hilmar Leon Jakobsen (født 2. august 1997) er en færøsk fodboldspiller, der siden juni 2020 har spillet for den færøske klub HB og fik debut for Færøernes fodboldlandshold i november 2020. Han er også håndboldspiller, der senest spillede for H71 og Færøernes håndboldlandshold indtil 2020.

## Karriere

### Fra fodbold til håndbold til fodbold
Hilmar Leon Jakobsen har spillet fodbold og håndbold som barn og ung. Han spillede fodbold for HB på U18 holdet fra 2013 til 2015, i 2014 spillede han også for HB's 1. divisionshold. På grund af skader droppede han fodbolden efter råd fra læger og satsede i stedet på håndbolden og spillede for den færøeske klub H71 og for Færøernes håndboldlandshold. Han var bl.a. en del af Færøernes trup til Junior-VM i håndbold 2017, hvor Færøerne kom til ottendedelsfinalerne. Han vandt det færøske mesterskab med H71 tre gange. Før 2020 havde han kun spillet to kampe for HB's bedste række, det var i 2013 og 2014. Han spillede en håndboldlandskamp for Færøerne i januar 2020, men så indtraf COVID-19 pandemien, og håndbolden på Færøerne blev sat på pause. Hilmar Leon begyndte så at spille fodbold igen og spillede for HB's næstbedste hold. Han spillede først tre kampe for HB's næstbedste hold i 1. division, den første var nabo-rivalerne B36, som HB vandt 6-1, heraf scorede Hilmar Leon to mål. Han scorede også i de to efterfølgende kampe. I juni 2020 var HB meget plaget af skader, specielt blandt angriberne, og derfor blev Hilmar Leon Jakobsen kontaktet af træneren Jens Berthel Askou, om han kunne spille for HB's tophold. Den 4. juli 2020 spillede han med HB's hold i Betrideildin, færøernes bedste række, for første gang i seks år. Derefter spillede han alle kampene i Betrideildin og vandt det færøske mesterskab med HB.

### Landshold
Fire måneder efter at Hilmar Leon Jakobsen skiftede fra håndbold til fodbold og spillede sin tredje kamp i Betrideildin, blev han udtaget til Færøernes fodboldlandshold, og han fik debut den 11. november 2020 i en venskabskamp mod Lithauen. Tre dage senere spillede han sin anden landskamp, da han blev skiftet ind i UEFA Nations League kampen mod Letland, der endte uafgjort 1-1.